# BeritaSatu
BeritaSatu (dawniej: Qtv, Q Channel) – indonezyjska stacja telewizyjna o charakterze informacyjnym. Pierwotnie funkcjonowała pod nazwami Q Channel i Qtv; w obecnej postaci istnieje od 2011 roku.
Kanał należy do przedsiębiorstwa mediowego BeritaSatu Media Holdings, które jest także właścicielem internetowego serwisu informacyjnego BeritaSatu.com.